# Olga Mariano
Olga Mariano (Seixal, 1950), también conocida como Olga Natália, es una mediadora sociocultural, escritora y activista por los derechos de la comunidad gitana portuguesa. Fue cofundadora de la Asociación para el Desarrollo de Mujeres Gitanas Portuguesas (AMUCIP), de la Asociación para la Investigación y Dinamización de las Comunidades Gitanas y de Letras Nómadas, la Asociación para la Investigación y Promoción de las Comunidades Gitanas. También fue la primera mujer gitana en obtener un permiso de conducir en Portugal.

## Trayectoria
Mariano nació en 1950 en una familia gitana en Fogueteiro, en la parroquia de Amora, en el municipio de Seixal. En la década de 1960, asistió a la escuela en Amora, a unos cinco kilómetros de Fogueteiro. Durante su infancia y juventud pasó temporadas en Évora, con sus tías paternas.
A los 17 años fue emancipada por su padre y se convirtió en la primera mujer gitana en sacarse el carnet de conducir en Portugal. Era la única de la familia que había cursado 4.º de primaria, criterio obligatorio para realizar el examen de conducción. A partir de ese momento, se ocupó de llevar a sus padres a las ferias de Sesimbra y Cascais y a su familia a fiestas en el Alentejo.
Durante 25 años trabajó en la feria de Almada, donde tenía un puesto con su esposo en el que vendía telas y prendas de ropa. En 1999, tras enviudar, Mariano fue seleccionada, junto con otras cinco mujeres romaníes y once mujeres africanas, para asistir a un curso de mediación sociocultural. En 2000, junto con otras cuatro mujeres gitanas, Alzinda, Anabela, Sónia y Noel, formó AMUCIP - Asociación para el Desarrollo de la Mujer Gitana Portuguesa, la primera asociación gitana de Portugal . Asumió su presidencia, convirtiéndose en la primera mujer romaní en dirigir una asociación de este tipo en Portugal, cargo que ocupó hasta 2013.
Entre 2000 y 2005 trabajó como mediadora sociocultural en una escuela en Bairro Padre Cruz, en Lisboa. Entre 2007 y 2009, formó parte de la Oficina de Acción Social del Municipio de Seixal, donde, junto con las técnicas del Municipio, apoyó la resolución de las necesidades de los barrios. Durante este tiempo, Mariano fue voluntaria en una escuela local, con el objetivo de aumentar la representación de la población gitana en el contexto escolar, ante la ausencia de mención de la cultura gitana en los libros de texto escolares.
En 2009, se convirtió en mediadora municipal en Seixal y capacitó a técnicos municipales y de asistencia social en historia y cultura romaní a nivel nacional.
El 2013, en el marco del Romed, el Programa Europeo de Formación de Mediadores Gitanos puesto en marcha por el Consejo de Europa en 2011, y del que es formadora, creó Letras Nómadas, una Asociación cuyo objetivo es la investigación y acción sobre comunidades gitanas en Portugal. La fundó junto a Bruno Gonçalves, primer presidente de la Asociación de Gitanos de Coímbra y exvicepresidente del Centro de Estudios Gitanos, asumiendo Mariano la presidencia de la dirección.
En marzo de 2019 representó a la asociación Letras Nómadas en la audiencia que tuvo lugar en el Auditorio António de Almeida Santos de la Asamblea de la República de Portugal, como parte de la elaboración de un informe sobre racismo, xenofobia y discriminación étnico-racial, junto con otros representantes y organizaciones de las comunidades gitanas.

## Obra
Mariano tiene tres obras publicadas bajo el nombre de Olga Natália.
- Olga Natália (2000), Poemas desta vida cigana. Editorial RealImo, Setúbal.
- Olga Natália (2002), Festejando a Vida. Editorial RealImo, Setúbal.
- Olga Natália (2003), Inquietudes. Editorial RealImo, Setúbal.

## Reconocimientos y premios
En diciembre de 2017, estuvo presente en una audiencia en el Palacio de Belém como impulsora del Programa Operativo de Promoción de la Educación (OPRE), en el marco de la alianza entre Letras Nómadas con el Alto Comisionado para las Migraciones (ACM) y con la Red Juvenil Portuguesa por la Igualdad de Oportunidades entre Mujeres y Hombres para su creación El objetivo de este programa es la concesión de becas universitarias, formación, tutoría y acompañamiento a jóvenes de las comunidades gitanas y sus  familias.
En 2018 recibió, en representación de Letras Nómadas, la medalla de oro en conmemoración del 70 aniversario de la Declaración Universal de Derechos Humanos, dando un discurso en la Asamblea de la República de Portugal.